# مونا كيرد
كانت آليس مونا أليسون كيرد (المولودة باسم آليسون؛ 24 مايو 1854 - 4 فبراير 1932) روائية وكاتبة مقالات إنجليزية. أثارت كتاباتها وآراءها النسوية جدلًا في أواخر القرن التاسع عشر. كانت أيضًا مدافعة عن حقوق الحيوان وعن الحريات المدنية، وساهمت في تعزيز مصالح المرأة الجديدة في المجال العام.

## حياتها وكتاباتها
وُلِدتْ كيرد في مدينة رايد، في جزيرة وايت، وكانت الابنة الكبرى لكل من جون أليسون من ميدلوثيان، اسكتلندا، الذي زعمت بعض السير الذاتية أنه مخترع المرجل العمودي (غلاية أنابيب اللهب)، وماتيلدا هيكتور، التي ذكرت بيانات التعداد لعام 1871 أنها ولدت في شليسفيغ-هولشتاين التي كانت في ذلك الوقت جزءًا من الدنمارك. تزوج والداها بتاريخ 21 يونيو 1853 في سانت ليوناردز (بالقرب من جلينيلج، جنوب أستراليا)، وكان والدها مقيمًا في ملبورن، وكانت والدتها ماتيلدا الابنة الكبرى لمواطن بارز. كتبت كيرد عددَا من القصص والتمثيليات في طفولتها وأظهرت فيها تمكنها اللغات الفرنسية والألمانية والإنجليزية. كانت الناقدة الفنية إليزابيث شارب، التي تزوجت ويليام شارب، إحدى صديقات طفولة كيرد.
في ديسمبر 1877، تزوجت كيرد جيمس ألكساندر هينريسون، نجل السير جيمس كيرد. أدار زوجها ما مساحته 1700 فدانًا (688 هكتارًا) من الأراضي في كاسينكاري، اسكتلندا. كان زوجها يكبرها بحوالي ثماني سنوات وكان داعمًا لاستقلاليتها. قضت كيرد الكثير من الوقت في لندن وخارجها بينما عاش زوجها في كاسينكاري ونورث بوكهاوس، وميشيلدفير، وهمبشاير. اختلطت كيرد مع العديد من الأدباء، بمن فيهم توماس هاردي، الذي أعجب بعملها، ودرست العلوم الإنسانية والطبيعية بنفسها. أنجب الزوجان طفلًا واحدًا وُلد بتاريخ 22 مارس 1884 وأسموه آليسون جيمس، لكن كيرد أطلقت عليه اسم آليستر. تبنى زوجها لقب هينرسون كاريد في عام 1897؛ توفي في عام 1921.
نشرت كيرد روايتيها الأولى والثانية، الذي تقوده الطبيعة (1883)، و مُحقق الانتصار (1887)، تحت اسم مستعار «جي. نويل هاتون»، لكنها لم تحظَ باهتمام يُذكر. نشرت كيرد كتاباتها اللاحقة باسمها الحقيقي. اشتهرت كيرد، في عام 1888، عندما نشرت مجلة ذا ويستماينستر ريفيو مقالًا لها بعنوان «الزواج» حلّلت فيه الإهانات التي تعرضت لها النساء تاريخيًا في الحياة الزوجية التي وصفت وضعها في تلك الفترة بأنها «فشل مزعج» داعية إلى تحقيق المساواة والاستقلال بين شركاء الزواج. ردّت صحيفة ديلي تيليغراف في لندن بسلسلة بعنوان «هل يعدّ الزواجُ فشلٌ؟» جذبت ما يقارب 27000 رسالة من جميع أنحاء العالم، واستمرت لثلاثة أشهر. شعرت كيرد أن آراءها لم تفهم على النحو الصحيح، فنشرت مقالًا آخر بعنوان «الزواج المثالي» في وقت لاحق من نفس العام. جُمعت العديد من مقالاتها حول الزواج وقضايا المرأة، التي كتبت في الفترة بين عامي 1888-1894، في مجموعتها أخلاقيات الزواج ومقالات أخرى حول وضع النساء ومصيرهنّ.
بعد ذلك، نشرت كيرد رواية جناح عزرائيل (1889)، تناولت فيها قضية الاغتصاب الزوجي: حيث تقتل فيولا سيدلي زوجها القاسي دفاعًا عن النفس. بعد ذلك ألفت كيرد مجموعة قصص قصيرة، رومانسية المغاربة (1891)، تحكي في القصة الرئيسية حكاية فنانة أرملة تدعى مارغريت إلوود تثير جدلًا بين زوجين شابين بنصحهما بتحقيق كلٍ منهما للاستقلال المادي والاكتفاء الذاتي. تروي كيرد في روايتها الأكثر شهرة، بنات دانوس (1894)، قصة هادريا فوليرتون التي تحلم بأن تصبح مُلحنة، لكنها تجد أن التزاماتها تجاه عائلتها ووالديها، وبصفتها زوجة وأم، لا تترك لها الوقت الكافي لذلك. اعتُبِرت كيرد منذ ذلك الحين كلاسيكية نسوية. اشتهرت أيضًا قصتها القصيرة غرفة الرسم الصفراء (1892)، التي تتحدى فيها فانورا هايدون الفصل التقليدي بين مجالات عمل الرجال والنساء. وقد أُطلِق على مثل هذه الأعمال اسم «خيال المرأة الجديدة».